# Giovanni Giacone
Giovanni Giacone (ur. 1 grudnia 1900 w Turynie, zm. 1964) – włoski piłkarz występujący na pozycji bramkarza. Podczas kariery grał między innymi w Juventusie oraz reprezentacji Włoch.